# Міське громадське зібрання (клуб)
Будівля Міського громадського зібрання (клубу) міста Херсона збудована у 60-х роках XIX століття за ініціативою губернатора Павла Миколайовича Клушина. Нині знаходиться за адресою: вул. Соборна, 7

## Історія
На цьому місці у першій половині XIX століття знаходилась будівля «їстівного ряду», у якій останні роки розташовувалась пожежна команда. Клушин розпорядився влаштувати тут великий парк, який на честь імені губернатора отримав назву Павловський.
7 жовтня 1886 року Міське зібрання Херсона звернулось із проханням про відведення 586 кв. саж. Павловського парку для облаштування саду. Проект саду з огорожею та літнім приміщенням при будівлі Міського зібрання було розроблено архітектором В. О. Домбровським.
У 1901 році будівлю Міського зібрання було вирішено розширити та перебудувати, прикрасивши фасад. Для проектних робіт запросили одеського архітектора Адольфа Мінкуса.
Пожежа в будівлі 24 листопада 1901 року значно прискорила справу. Проект Мінкуса, проте, не пройшов, і новий план був складений херсонськими архітекторами Р. К. Струмило і Казимиром Іполитовичем Квінто, які і керували будівельними роботами. У 1903 році розібрали та виправили старі стіни, побудували нові будівлі, влаштували кегельбан, виправили весь старий дах і вкрили новими листами заліза, розширили сад, переставили камінні паркани, ворота, капітально переробили басейн. Тоді фасад Міського зібрання з вулиці Соборної значно перевтілився, отримавши багате пластичне забарвлення і збагатившись витонченим високим куполом. Оздоблювальні роботи, замощення двору і тротуарів за периметром усієї ділянки продовжувались до 1906 року. У 1907 році при будівлі Міського зібрання була влаштована невелика дизельна електростанція.
До 1906 року у будівлі проходили засідання Міської Думи, однак, основною функцією Міського зібрання була культурно-розважальна. Вечорами херсонське міське товариство збиралось у клубі на карточні ігри, більярд і просто для спілкування. Тут влаштовувались бали і концерти. У серпні 1879 року два концерти дали композитор М. П. Мусоргський і співачка Д. М. Леонова. Тут виступав знаний піаніст Лео Сирота, скрипалі Генрик Венявський, Костянтин Думчев — пізніше професор Празької консерваторії, Леопольд Ауер — професор Петербурзької консерваторії, тріо «Лія, Анна і Петро Любошиць», знана виконавиця циганських романсів Вяльцева. 4 лютого 1914 року тут виступав з концертом і класик О. М. Скрябін.
Після перевороту 1917 року в колишньому Міському зібранні розмістили Клуб металістів, у 1940-му — клуб ім. Леніна. Після закінчення Великої вітчизняної війни у період 1944—1962 рр. в будівлі розміщувався Обласний український музично-драматичний театр, пізніше — Палац культури суднобудівників, в якому були створені народний театр «Ровесник» — лауреат фестивалю Всесоюзної народної творчості, ансамбль танцю «Світанок» — учасник XII Всесвітнього фестивалю молоді і студентів у Москві та інші колективи.
У 70-х роках XX століття було здійснено капітальний ремонт: фасад позбавили куполу та «архітектурних надлишків». Після цього будівля набула вигляду типової індустріальної будови громадського призначення.